# Bitwa pod Szepielewiczami
Bitwa pod Szepielewiczami (znana także jako bitwa pod Ciecierzynem od miejsca przeprawy) miała miejsce 24 sierpnia 1654 podczas wojny polsko-rosyjskiej 1654–1667.
Po powstrzymaniu pochodu armii kniazia Czerkaskiego pod Szkłowem stojący w Hołowczynie hetman wielki litewski Janusz Radziwiłł (5000 żołnierzy) postanowił zahamować postępy drugiej armii rosyjskiej dowodzonej przez kniazia Trubeckiego (15 000 żołnierzy), który 20 sierpnia przeprawił się na prawy brzeg Dniepru pod Ciecierzynem (Teterynem). Przed wymarszem dołączył do Radziwiłła na czele swej 3-tysięcznej dywizji hetman polny litewski Wincenty Aleksander Gosiewski, powiększając tym samym siły Armii Wielkiego Księstwa Litewskiego do 8000 żołnierzy.
Radziwiłł ruszył pod Szepielewicze, aby bronić przeprawy przez Oslinkę. Odrzucił za rzekę czołowe oddziały Rosjan, jednakże z chwilą nadejścia głównych sił rosyjska piechota opanowała Szepielewicze, a jazda pod jej osłoną przeprawiła się przez rzekę i obeszła od południa szyk litewski. Próba przeciwuderzenia podjęta przez Radziwiłła załamała się. Po długotrwałym pościgu Rosjanie rozproszyli jazdę, a 25 sierpnia dopadli i rozbili litewską piechotę, zdobywając artylerię. Armia Radziwiłła została rozbita i zbierała się potem bardzo długo. Najmniej ucierpiała dywizja Gosiewskiego, która w znacznej części zdołała wycofać się z bitwy zachowując dobry porządek.